# Hohen Tutow (Uckerland)
Hohen Tutow ist ein Wohnplatz im Ortsteil Wilsickow der amtsfreien Gemeinde Uckerland im Landkreis Uckermark in Brandenburg.

## Geographie
Der Ort liegt einen Kilometer nördlich von Wilsickow und acht Kilometer ostsüdöstlich von Strasburg (Uckermark). Die Nachbarorte sind Ausbau Wilsickow im Norden, Starkshof im Nordosten, Brietzig im Südosten, Wilsickow im Süden, Milow und Grünhagen im Südwesten, Muchowshof im Westen sowie Jahnkeshof und Neuhof im Nordwesten.